# Astyanax filiferus
Astyanax filiferus är en fiskart som först beskrevs av Eigenmann, 1913.  Astyanax filiferus ingår i släktet Astyanax och familjen Characidae. Inga underarter finns listade.